# Мальчик (песня Serebro)
«Мальчик» — песня российского женского поп-трио «Serebro», выпущенная 13 июня 2012 года. Англоязычная версия песни, под названием «Gun», входит в трек-лист дебютного англоязычного альбома группы «Serebro» — «Mama Lover», выпущенного в Европе лейблом «Columbia Records» 19 июня 2012 года. 2 июля 2012 было подтверждено, что «Gun» станет новым синглом для Европы в поддержку альбома. Официальный мировой релиз сингла «Gun» состоялся 28 сентября 2012 года.

## Предыстория и релиз
После выпуска песни «Mama Lover», презентованной в июле 2011 года, группа занималась продвижением этой песни сначала в странах СНГ, а затем Европы. На попавшем в интернет 7 июня 2012 года семплере альбома «Mama Lover» присутствовала новая песня «Gun», в краткой аннотации к альбому выложившие его в сеть отметили, что трек является «ремиксом на „Mama Lover“ с изменённым текстом». Песня «Мальчик» была презентована 13 июня 2012 года, почти через год после выхода предыдущего трека. Презентовать новую песню группа решила необычным способом — впервые песня «Мальчик» прозвучала во время онлайн-видеочата с поклонниками с использованием сервиса Twitcam сети микроблогов Твиттер. Сразу после завершения общения девушек с поклонниками песня стала доступна для бесплатной загрузки всеми желающими на официальном сайте группы. На следующий день после премьеры песни продюсер группы Максим Фадеев в Твиттере подтвердил, что он является автором текста «Мальчика», в то время как для предыдущих нескольких песен («Сладко», «Не время», «Давай держаться за руки», «Мама Люба»), ставших радиосинглами, тексты писала солистка группы Ольга Серябкина. На радиостанциях СНГ ротация песни началась 15 июня. Англоязычная версия, «Gun», входит в дебютный англоязычный альбом группы — «Mama Lover», релиз которого состоялся 19 июня 2012 года в Европе. 2 июля 2012 испанский лейбл группы, «Roster Music», подтвердил у себя в Facebook, что «Gun» станет новым синглом «Serebro» для Европы в поддержку альбома «Mama Lover». Презентация песни состоялась на радиостанции «Europa FM» (исп.) в тот же день. Однако полноценного релиза сингла «Gun» в течение лета 2012 года не состоялось, в конце июля и в августе сингл «Mama Lover» был реализован в Японии, США и Великобритании. На сайте «Ultimate Music» в июле появилась информация, что продвижение песни начнётся в сентябре. 21 августа 2012 года, на следующий день после выхода неофициальной версии видеоклипа на песню «Мальчик», компания Tophit сообщила, что композиция стала лидером по количеству скачиваний для эфиров радиостанциями СНГ за сутки. 23 сентября 2012 года сингл «Gun» стал доступен для предзаказов на Amazon. 24 сентября 2012 года цифровой сингл «Gun» стал эксклюзивно доступен для загрузки пользователями музыкального портала Play.me в Италии. Пользователи специального приложения Play.me могли слушать радиоверсию песни бесплатно посредством потокового вещания. В тот же день группа лично представила итальянским слушателям новый сингл, посетив радиостанции Radio 105 Network, RTL 102.5, Radio Kiss Kiss, M2o и Radio DeeJay. 28 сентября 2012 года состоялся официальный мировой релиз сингла «Gun».

## Музыкальные видео
Во время премьеры песни «Мальчик» в Twitcam 13 июня Лена Темникова подтвердила, что на песню будет снят видеоклип. 2 июля, во время интервью на испанском радио «Europa FM», Ольга Серябкина сообщила, что клип уже отснят, релиз состоится «совсем скоро», а также описала новое видео как «… очень весёлое, очень сексуальное и сведёт с ума всех испанских парней, как и „Mama Lover“». Премьера первой версии видеоклипа состоялась 20 августа 2012 года на портале «Ello». Ролик был обозначен как «неофициальный», действие происходит на борту самолёта, в целом же первые обзоры на него были негативными, как и в случае с песней, они сводились к параллелям с «Мамой Любой». За первые 4 дня количество просмотров первой версии клипа на «Ello» превысило 1 миллион (клипу «Мама Люба» на это потребовалось 10 дней). В интервью MTV News 29 августа 2012 года солистки группы подтвердили, что клип будет иметь две версии. Премьера официальной версии видеоклипа на песню «Gun» состоялась 4 октября 2012 года. Кадры из неофициальной версии клипа «Мальчик» были использованы в трейлере к «Gun». Клип не имеет сюжета как такового — видео состоит из чередования откровенных кадров с участницами группы, так, в одной из сцен Настя Карпова изображает мастурбацию, а в другой Оля Серябкина предстаёт перед зрителями в полупрозрачном белье, а её соски заклеены чёрным скотчем. Через несколько часов после премьеры видео было закрыто модераторами YouTube для просмотра незарегистрированными пользователями, не подтвердившими свой возраст. Тем не менее, клип преодолел отметку в 500 000 просмотров за 4 дня.На данный момент видео собрало около 17 000 000 просмотров по всему миру.

### Съемочная группа
- Камера: Павел Колобаев и Максим Фадеев
- Дизайнер текста: Алина Яневич
- Производство MALFA
- Дата выпущен: 27.07.2012

## Реакция критики
Булат Латыпов из журнала «Афиша» назвал песню «монотонной и безжизненной» вариацией на ставшую мемом «Маму Любу». Развлекательный портал «Hot Perchik» описал тему песни как «после первого же прослушивания цепляющую так, что хочется слушать этот трек ещё и ещё». «Таблоид. Калуга», назвав песню «хуковой», также отметил её схожесть с «Мамой Любой», указав среди явных сходств «абсолютно дебильный текст и зажигательный, правильный диско-ритм» обеих песен, и предположив, что Максим Фадеев просто решил не напрягаться и вновь использовать схему, использованную при создании предыдущего хита группы. Редакторы французской радиостанции «Flaix FM» (фран.) предположили, что песня станет новым хитом группы в Интернете и на европейских радиостанциях, после успеха «Mama Lover». Позитивную оценку песня «Мальчик» получила от радиостанции «Europa FM». Ольга Жукевич из «MuseCube» писала, что песня «Мальчик» «от „Мамы Любы“ не далеко ушла, и определённо станет ещё одним хитом». Продолжая тему сходства песен «Мальчик» и «Мама Люба», журнал «7 дней» в заключение обзора на премьеру «Мальчика» в Twitcam, задался вопросом: «сможет ли „Мальчик“ побить рекорд самого популярного в Youtube за всю историю музыкальных видео [из России] ролика „Мама Люба“?». Павел Пшенов из MuseCube.org дал песне среднюю оценку и назвал её «Мамой Любой. Часть 2»: «Различить две композиции музыкально не представляется возможным. Про текст лучше забыть. Тем не менее, это очередная, неплохая танцевальная зарисовка к разгону смурного осеннего настроения, но „ауевать“ от неё явно не будут», — писал автор. Негативную оценку неофициальной версии клипа «Мальчик» дал российский «MTV», обвинив группу в самоплагиате и творческом кризисе. На сайте итальянского «MTV» песня «Gun» также сравнивалась с «Мамой Любой», однако была оценена положительно, охарактеризована как «сильный» танцевальный трек, который способен повторить успех предыдущего сингла группы. На сайте испанской радиостанции Los 40 Principales песня была оценена нейтрально, отмечалось, что до общемирового релиза сингл не имел ожидаемого успеха в российских чартах. Однако неофициальную версию клипа «Мальчик» редакторы сайта оценили положительно, предположив, что сочетание поп-музыки, секса и «ставшей фирменной для группы „транспортной“ тематики» сможет поддержать интерес к группе, а схожесть видеоклипа с «Mama Lover» была прокомментирована так: «Почему нет? В конце концов, „Mama Lover“ стал своего рода классикой». QNM Magazine назвал видеоклип «Gun» коротким эротическим фильмом, имеющим всё, чтобы повторить или даже превзойти успех предыдущего сингла группы, а также посоветовал читателям отключить звук при просмотре клипа, заключив: «Serebro — горячие, сексуальные и очень успешные. Но под музыкой подразумевается всё же нечто совсем другое». Il Messaggero в обзоре на видеоклип «Gun» сравнили Serebro с феминистской панк-группой Pussy Riot, добавив, что Serebro не являются феминистками, не поют о политике, не критикуют режим Путина, но «pussy riot в их видео налицо».

## Исполнение
Песня «Мальчик» была включена в концертную программу группы сразу после выпуска — уже 15 июня 2012 года она была исполнена на концерте группы в Санкт-Петербурге. 28 июля Serebro совместно с DJ Mos исполнили её на фестивале «Europa Plus Live 2012» в Лужниках, это событие транслировал в прямом эфире телеканал Муз-ТВ. Песня «Gun» исполнялась во время гастролей Serebro в Европе начиная с 21 июня 2012 года, когда группа выступала в Gay Village в Риме. Совместно с DJ Mos песня впервые была исполнена во Франции 16 июля 2012 года на фестивале «Electrobeach». 12 августа 2012 песня «Gun» была исполнена на фестивале «Battiti Live» в Манфредонии, Италия, фестиваль транслировался телеканалом Telenorba 7. Песня «Gun» также была исполнена в Мексике на фестивале «El Gran Concierto» и телешоу «Oye Live» в начале сентября 2012 года.

## Чарты

### Недельные чарты
| Страна/территория (Чарт)            | Высшая Позиция |
| ----------------------------------- | -------------- |
| СНГ (Tophit Общий Топ-100)          | 124            |
| СНГ (Tophit Топ-100 по заявкам)     | 21             |
| Украина (Tophit Украинский Топ-100) | 45             |
| Украина (Tophit Киевский Топ-100)   | 48             |
| Россия (2М Топ 10. Цифровые треки)  | 10             |
| Латвия                              | 17             |
| Италия                              | 23             |
| Чехия                               | 67             |
| Греция(радиочарт)                   | 13             |
| Мексика                             | 47             |
| Сербия ТОП-50                       | 36             |
| Польша ТОП-30 Видео                 | 25             |
| Польский Dance chart                | 36             |
| Япония Itunes Dance                 | 78             |
| Испания Itunes Dance                | 5              |
| Италия Itunes Dance                 | 1              |
| Великобритания Lest Week            | 5              |
| Великобритания UK MIX               | 6              |
| Великобритания Energy98             | 1              |
| Великобритания Music Week           | 6              |
| Euro Club Top 100                   | 23             |

## Список композиций
«Мальчик» цифровой релиз
(доступен для загрузки на сайте группы)
1. «Мальчик» — 4:09

«Gun» digital single
1. «Gun» — 4:10
2. «Gun (Radio Edit)» — 3:04

«Gun» Remixes
1. «Gun (Time Takers Remix)» — 7:08
2. «Gun (Mobin Master Vs Tate Strauss Remix)» — 5:11
3. «Gun (Mobin Master Vs Tate Strauss Instrumental)» — 5:11

«Gun» European CD Single
1. «Gun (Original Version)» — 4:09
2. «Gun (Time Takers Remix)» — 7:08
3. «Gun (Mobin Master Vs Tate Strauss Remix)» — 5:11
4. «Gun (Mobin Master Vs Tate Strauss Instrumental)» — 5:11
5. «Gun (Radio Edit)» — 3:04

- Bonus: Gun (Official Music Video)

## Участники записи
- Елена Темникова — вокал
- Ольга Серябкина — вокал, автор текста («Gun»)
- Анастасия Карпова — вокал
- Максим Фадеев — композитор, продюсер, автор текста («Мальчик»)[44]

## История релиза
| Регион               | Дата             | формат                                       | Лейбл                |
| -------------------- | ---------------- | -------------------------------------------- | -------------------- |
| СНГ                  | 13 июня 2012     | Радиоротация, цифровая дистрибуция           | Монолит Рекордс      |
| Испания              | 2 июля 2012      | радиоротация, цифровая дистрибуция           | Roster Music         |
| Италия               | 24 сентября 2012 | promo CD, радиоротация, цифровая дистрибуция | EGO Records          |
| По всему миру        | 28 сентября 2012 | цифровая дистрибуция                         | Columbia Records     |
| США / Великобритания | 1 октября 2012   | цифровая дистрибуция                         | Ultra Records & AATW |